# Клапувка
Клапувка (пол. Kłapówka) — село в Польщі, у гміні Кольбушова Кольбушовського повіту Підкарпатського воєводства.
Населення — 223 особи (2011).
У 1975-1998 роках село належало до .

## Демографія
Демографічна структура станом на 31 березня 2011 року:
|          | Загалом | Допрацездатний вік | Працездатний вік | Постпрацездатний вік |
| -------- | ------- | ------------------ | ---------------- | -------------------- |
| Чоловіки | 108     | 25                 | 70               | 13                   |
| Жінки    | 115     | 28                 | 62               | 25                   |
| Разом    | 223     | 53                 | 132              | 38                   |